# Animation scientifique

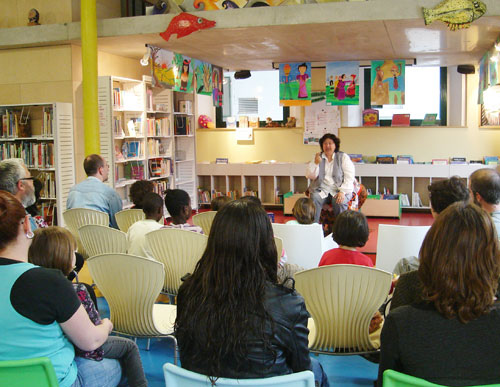
Atelier scientifique

L'animation scientifique désigne les activités visant à sensibiliser les enfants et les adolescents effectuées dans des centres de loisirs, maisons de jeunes, centres de loisirs jeunes, et aussi pendant des séjours à thèmes scientifiques.

## Définition et champ de l'animation scientifique
La culture scientifique est l'ensemble des savoirs scientifiques mais aussi techniques acquis par un individu. Le but de l'animation scientifique est de pouvoir vulgariser ces connaissances afin qu'elles ne soient pas réservées qu'aux spécialistes. Elle se décline sous un ensemble d'activités permettant de faire comprendre à un public novice (enfants, adolescents, adultes, personnes scolarisées ou non) les enjeux des sciences et se déroulant dans de multiples lieux (des établissements scolaires aux musées). Pour rendre l'animation attrayante, celle-ci s'effectue souvent sous la forme d'un atelier permet de découvrir un sujet scientifique et de l'étudier. L'animation peut se présenter comme un stand, une rencontre entre scientifiques qui mettront en avant leurs travaux, une visite guidée ou encore une sortie de terrain.

## Enjeux de l'animation scientifique
Le but de l'animation scientifique est de créer une démarche scientifique permettant une nouvelle appréhension du monde. À la fois ludique et interactive, la démarche scientifique permet d'expérimenter, d'analyser et d'ouvrir à la discussion. L'objectif est d'apprendre au public à développer des raisonnements, des hypothèses mais aussi à s'interroger et à confronter ses idées afin d'éveiller son esprit critique. L'initiation par la participation du public permet à celui-ci d'aborder un sujet complexe afin de participer de manière éclairée à un débat d'idées.

## Rôle de l'animateur scientifique
Le rôle de l'animateur scientifique est de réussir à rendre accessible la culture scientifique malgré les constantes évolutions dans ce domaine. Il est le relais entre les scientifiques et le grand public. 

### Ses missions
- faire comprendre la culture scientifique par la vulgarisation
- mettre en pratique ces savoirs par des ateliers, des expérimentations
- mettre en débat ces connaissances grâce à des conférences ou encore des tables rondes

### Qualités de l'animateur scientifique
- capacités d'analyse
- capacités d'écoute
- capacités de communication
- sens de la pédagogie

## Activités
Ces activités peuvent être :
- construction de fusées à eau, micro fusées
- fusées expérimentales (avec l'aide du CNES chez Planète sciences)
- construction d'un ballon sonde (chez Planète sciences)
- construction de lunettes astronomiques, de cadrans solaires
- construction d'une station météo
- sensibilisation à des activités d'environnement : construction de véhicules solaires, moulages d'empreintes d'animaux